# Acanthochaenus
Acanthochaenus is een monotypisch geslacht van straalvinnige vissen uit de familie van doornvissen (Stephanoberycidae). Het geslacht is voor het eerst wetenschappelijk beschreven in 1884 door Gill.

## Soort
- Acanthochaenus luetkenii Gill, 1884